# NGC 860
NGC 860 (други обозначения – ZWG 504.37, NPM1G +30.0071, PGC 8606) е елиптична галактика (E) в съзвездието Триъгълник.
Обектът присъства в оригиналната редакция на „Нов общ каталог“.